# Киреты
Киреты — озеро в Каслинском районе Челябинской области, недалеко от северной окраины города Касли, входит в Каслинско-Иртяшскую систему озёр. Название переводится с башкирского как «упрямое», «своенравное». Озеро соединяется протоком с озёрами Сунгуль и Большие Касли, над протоком находится Киретинский мост. Озеро очень переменчиво, потому что часто подвергается воздействию северо-западных ветров. Вода пресная. По берегам растёт лес: сосна, берёза, черёмуха, ольха, ива и боярышник. Берега отлогие, местами покрыты камнями и заросшие осокой и тростником. Дно озера преимущественно илистое. Прозрачность воды невысокая и составляет порядка двух метров. Рыба: карась, окунь, линь, ёрш, плотва, язь, щука, сиг. Близ водоёма гнездятся цапли, в лесу водится много ежей.
На озере Киреты около двадцати островов. В центре озера расположен остров Железный, его окружают три маленьких скалистых островка. Одно из самых живописных мест на озере Киреты — полуостров Микешин.
На озере открыто городище Остров I раннего железного века.

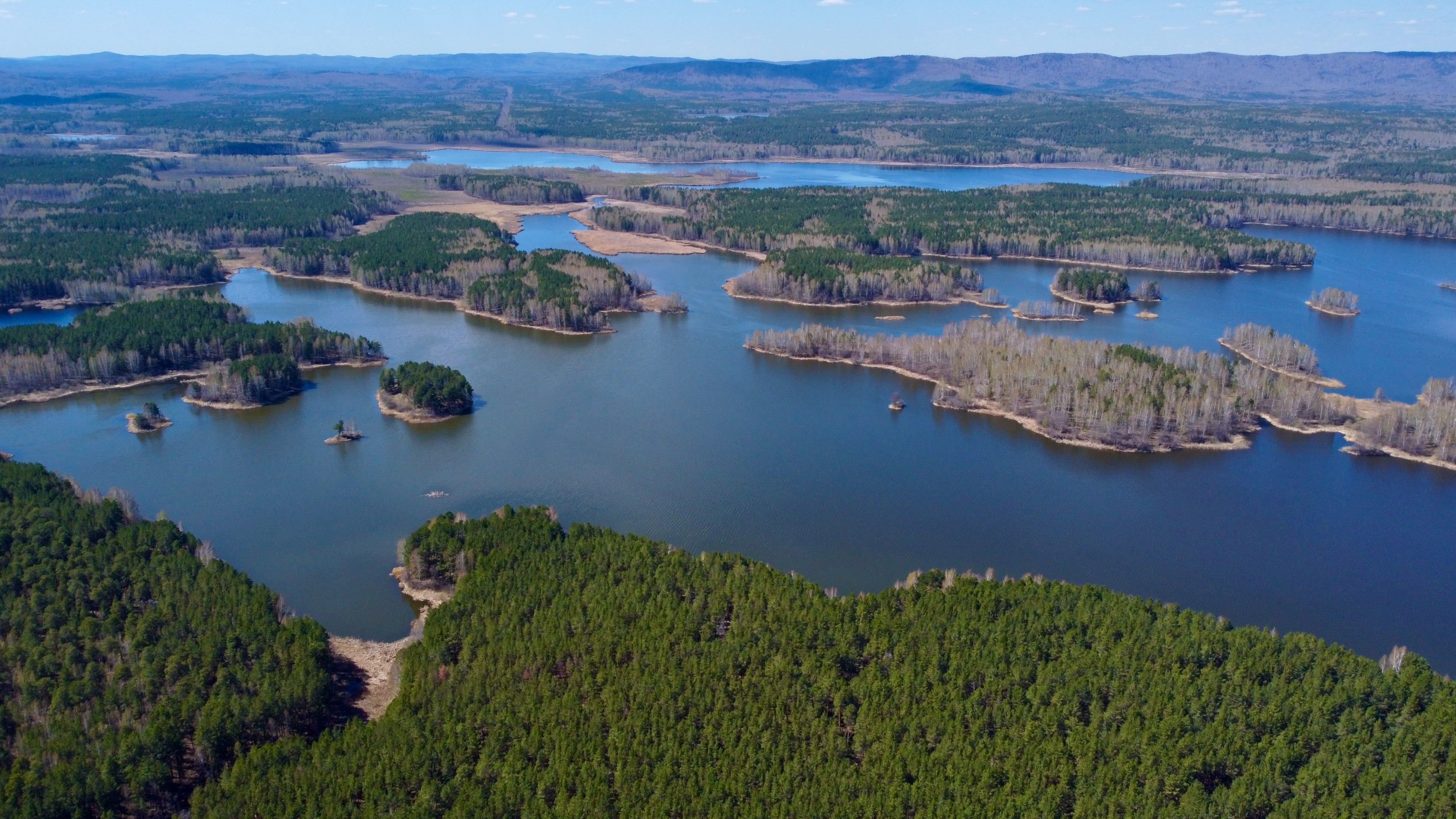
Вид с высоты
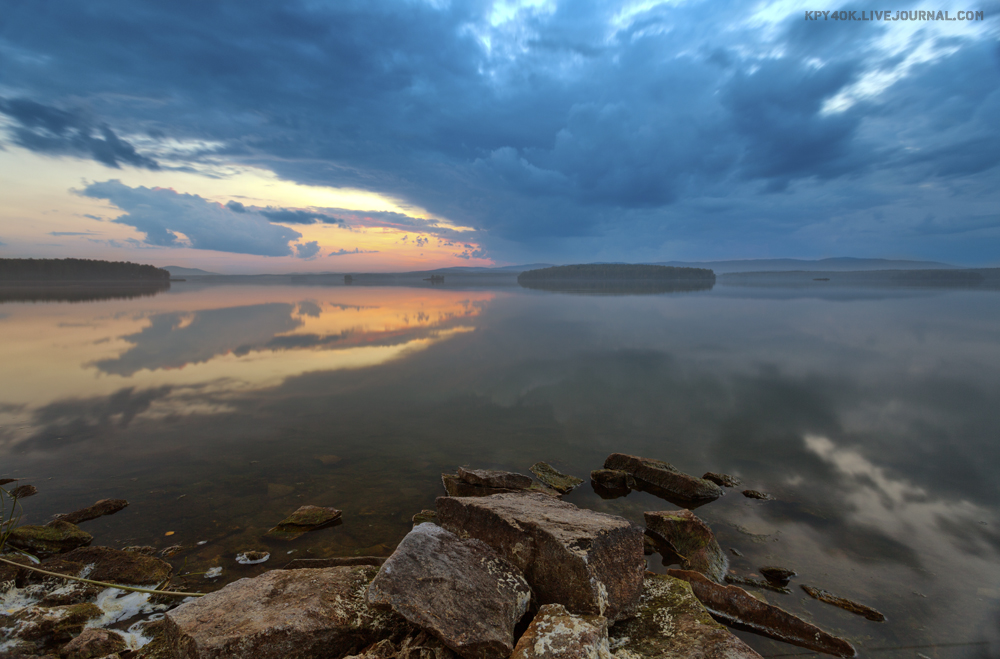
Закат на озере
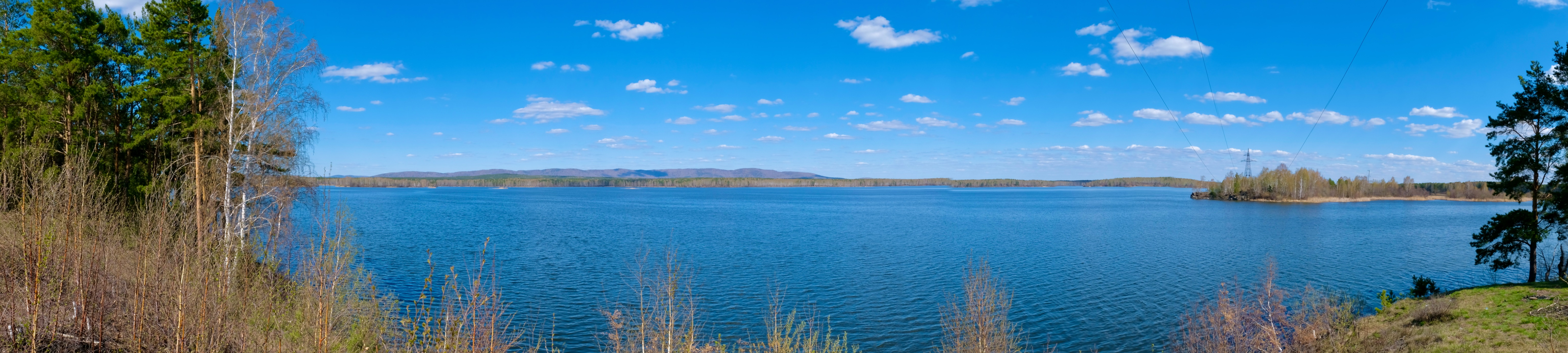
Панорама с восточного берега